# Сола, Мигель Анхель
Мигель Анхель Сола́ (исп. Miguel Ángel Solá Vehil, 14 мая 1950, Буэнос-Айрес) — аргентинский актёр театра, кино и телевидения.

## Биография
Родился в потомственной актерской семье выходцев из Каталонии, актрисами были его мать Пакита, тетя Луиза и дядя Хуан, снимается в кино и на телевидении его сестра Моника. На театральной сцене выступает с 1971 года, на телевидении — с 1973 года, в кино — с 1974 г. Первый большой успех ему принесла роль в пьесе Питера Шеффера Эквус (1976).
Во второй половине 1990-х годов переехал в Испанию, активно работал в кино и театре, на телевидении. В ноябре 2006 года едва не утонул на Канарских островах, из-за чего несколько месяцев восстанавливал здоровье. В 2007 году вернулся на телевидение, в 2009 г. — в кино. В 2011 году возвратился в Аргентину.
Первая жена — аргентинская актриса Сусу Пекораро, вторая — испанская актриса Бланка Отейса (1996—2011, у пары было трое детей), в настоящее время женат на испанской актрисе Пауле Кансио, у них родился ребёнок.

## Избранная фильмография
- 1974: La Mary (Даниэль Тинайре)
- 1974: Годы бесчестья / Los Años Infames (Алехандро Дорья)
- 1976: Crecer de golpe (Серхио Ренан)
- 1980: Los Miedos (Алехандро Дорья)
- 1981: Momentos (Мария Луиса Бемберг)
- 1983: Смешная грязная маленькая война / No habrá más penas ni olvido (Эктор Оливера)
- 1984: Убийство в Аргентинском сенате / Asesinato en el Senado de la Nación (Хуан Хосе Хусид; премия Серебряный кондор, премия за лучшую мужскую роль на МКФ в Гаване)
- 1985: Высокие каблуки / Tacos altos (Серхио Ренан)
- 1985: Танго, Гардель в изгнании / El exilio de Gardel (Tangos) (Фернандо Соланас)
- 1986: Malayunta (Хосе Сантисо; премия за лучшую мужскую роль на МКФ в Картахене[англ.])
- 1988: Юг / Sur (Фернандо Соланас)
- 1992: Тёмная сторона сердца / El lado oscuro del corazón (Элисео Субьела)
- 1994: Una sombra ya pronto serás (Эктор Оливера; премия за лучшую мужскую роль на МФ латиноамериканского кино в Биаррице)
- 1995: Casas de fuego (Хуан Баутиста Стагнаро; премия Серебряный кондор, премия за лучшую мужскую роль на МКФ в Локарно)
- 1997: Bajo bandera (Хуан Хосе Хусид, премия за лучшую мужскую роль на МКФ в Гаване, номинацию на премию Серебряный кондор за лучшую мужскую роль)
- 1998: Просветлённое сердце / Corazón iluminado (Эктор Бабенко)
- 1998: Танго / Tango (Карлос Саура)
- 2000: Полнолуние / Plenilunio (Иманол Урибе)
- 2000: Любовь и страх / El amor y el espanto (Хуан Карлос Десансо, в роли Хорхе Луиса Борхеса, номинация на Серебряный кондор за лучшую мужскую роль)
- 2001: La fuga (Эдуардо Миньонья)
- 2002: El Alquimista impaciente (Патрисия Феррейра)
- 2004: La puta y la ballena (Луис Пуэнсо; номинация на премию Серебряный кондор лучшему актеру второго плана)
- 2009: El corredor nocturno (Херардо Эрреро; номинация на премию Серебряный кондор лучшему актеру второго плана)
- 2017: El último traje (Пабло Соларц, в роли Авраама Бурштейна; премия Golden Space Needle (SIFF) за лучшую мужскую роль[4]).

## Признание
Номинант и лауреат многочисленных театральных и кинопремий, включая аргентинскую премию Конекс лучшему актеру 1990-х годов (2001).